# Cú Mã Lai
Otus lempiji là một loài chim trong họ Strigidae.
Loài cú này sinh sống ở bán đảo Mã Lai và một số đảo phụ cận.